# Litoria vivissimia
Litoria vivissimia es una rana arbórea de la familia Hylidae de la isla Nueva Guinea.  Similar a la rana pinocho, tiene una la protuberancia en su hocico que puede cambiar talle.
El macho adulto mide 2.9 cm de largo. Es de color amarillo-marrón claro con manchas verdes claras y más amarillo en sus patas. Tiene una protuberancia en el hocico y todos los dedos de las patas están palmeados.
A partir de 2019, los científicos solo vieron Litoria vivissimia una vez, en la Cordillera Central. Los científicos utilizaron código de barras de ADN para examinar Litoria vivissimia y sus parientes Litoria pterodactyla y la rana pinocho.